# 평범한 날들
"평범한 날들"은 2011년에 개봉한 대한민국의 영화이다.

## 캐스팅
- 송새벽 : <BETWEEN> 한철 역
- 한예리 : <AMONG> 효리 역
- 이주승 : <DISTANCE> 이수혁 역
- 김주승 : <DISTANCE> 명규 역